# Gustav Hoschek, rytíř z Mühlheimů
Gustav Hoschek rytíř z Mühlheimu (německy Gustav Ritter Hoschek von Mühlheim), rozený Gustav Hošek, (19. června 1847 Nové Hvězdlice – 5. dubna 1907 Praha) byl český obchodník a sběratel umění, z jehož sbírky obrazů některé zakoupili členové Obrazárny vlasteneckých přátel umění, kteří je směli prodat dále. Jen málokteré obrazy přešly do nynější Národní galerie v Praze.

## Biografie
Narodil se v červnu roku 1847 v městečku Nové Hvězdlice u Vyškova jako Gustav Hošek, syn tamějšího českého obchodníka Jana Hoška a jeho manželky Vincencie. Od roku 1883 bydlel v Praze na Starém Městě v Řetězové ulici v domě čp. 223/I a podnikal jako velkoobchodník. Měl dva bratry, obchodníkem v Praze se stal také mladší bratr Rudolf Artur (* 1855), druhý bratr Ottokar Gustav (v armádních schematismech vedený jen jako Gustav) byl důstojníkem pěšího pluku v Hranicích na Moravě a do roku 1888 dosáhl hodnosti nadporučíka.
Gustav se dne 20. září 1883 se v kostele Nejsvětější Trojice na Novém Městě v Praze oženil s Kamilou Fesslovou z Černého Kostelce (1851–1905) s níž měl dcery Livii (1884-1885) a Kamilu (1886–?).
Podle inzerce v pražském adresáři z roku 1891 podnikali bratři Gustav a Rudolf Hoškové společně: na Žižkově Na Rožmitálce měli továrnu na strojní oleje a mazadla a rafinerii smoly, v Holešovicích továrnu na barvy, laky a látky nepromokavé a v Libni továrnu na karbolín. Kromě toho obchodovali s cementem, azbestovými výrobky, petrolejem, uhlím a řepnými semeny. Výnosem ministerstva vnitra z 31. prosince 1894 bylo bratrům povoleno užívat titul rytíř z Mühlheimů (Ritter von Mühlheim), na který si činili nárok na základě zfalšovaného rodokmene a který si zakoupili. V nobilitaci se angažoval také jejich bratranec, cukrovarník Ernst. V dubnu 1897 si všichni dali příjmení Hošek změnit na Hoschek. Když byl podvod prozrazen, bratři Hoschekové o predikát přišli. Rudolf si pak pro sebe a své tři syny opatřil šlechtický titul od uherského šlechtice Beleznaye.
Gustav Hoschek zemřel předčasně, dva roky po smrti své manželky.

## Hoschekova galerie
Přibližně od roku 1890 začal sbírat obrazy a svou sbírku nazýval galerie. Kolem roku 1900 ji umístil v domě čp. 1419/II na nároží ulic Bredovské (nyní Politických vězňů) 1 a Olivovy 9, kam se s rodinou přestěhoval. Dům se nezachoval, byl v roce 1921 zbořen a nahrazen novostavbou. Hošek svou sbírku postupně specializoval na staré mistry, a z nich především na mistry nizozemské školy 17. století. Pro nákupy ve starožitnických obchodech či v aukcích si zvolil nejpovolanější rádce, jakými byli ředitel berlínského muzea Wilhelm von Bode a pražský kustod František Adolf Borovský. Další z jeho rádců, nizozemský znalec umění Willem Martin z Haagu připravil katalog Haschekovy galerie a vydal jej tiskem ihned po smrti majitele.

### Významné obrazy (výběr)
- Antverpský mistr roku 1518: Svatá rodina-příbuzenstvo Kristovo (č. kat. 1); Klanění Tří králů (č.kat. 2)
- Hans Baldung zvaný Grün: Madona (č. kat. 3)
- Lucas Cranach starší: Madona s dítětem držícím hrozen vína, v pozadí na skále hrad (č. kat. 22)
- Annibale Carracci: Kristus a Samaritánka (č.kat. 17) ze sbírky vévody Filipa Orleánského
- Geertgen tot Sint Jans: Stojící madona mezi sv. Marií Magdalénou a sv. Dorotou (č. kat. 41)
- Pieter Brueghel starší: Venkovský veletrh (č. kat. 14)
- Pieter Brueghel mladší: Růžencová slavnost s dětským procesím u dřevěného můstku (č. kat. 15)
- Gerard Terborch: Polopostava muže-blondýn v černém plášti (č. kat. 7)
- Adriaen Brouwer: Venkované s dudami a zpěvem, u stolu v chalupě (č. kat. 13)
- Jan van Scorel: Vzkříšení Krista (č. kat. 116)
- Anton van Dyck: Mučednictví sv. Jiří, grisaille (č. kat. 32)
- Jacob Jordaens: Sedlák a satyr (č. kat. 166)
- David Teniers mladší: Mladý muž v selském stavení (č. kat. 102)
- Frans Francken II.: Zátiší (č. kat. 32)
- Gerrit Dou: Portrét dámy (č. kat. 26)
- Dirck Hals: Veselá společnost (č. kat. 51)
- Pieter de Hooch: Interiér (č.kat. 63)
- Jan Fyt: Lovecký pes doráží na koroptve (č. kat. 40)
- Jan Pauwel Gillemans starší: Zátiší se zeleninou (č. kat. 42)
- Jan van Goyen: Krajina s figurální stafáží (č.kat. 44); Noční krajina se zámkem v plamenech (č. kat. 45)
- Francesco Guardi: Ruiny věže s bránou u moře (č. kat. 49)
- Canaletto: Benátské paláce na Canale Grande (č. kat. 16)

## Erb Hoscheků z Mühlheimu
Červeno-zlatý polcený štít, v něm ve zlaté půli (heraldicky vpravo) umístěna polovina černé rozkřídlené orlice a v červeném poli vlevo dvě zlatá ozubená kola.